# اوزان گوون
اوزان گووَن (ترکی استانبولی: Ozan Güven؛ زادهٔ ۱۹ مهٔ ۱۹۷۵) هنرپیشه اهل ترکیه است.
از فیلم‌ها یا برنامه‌های تلویزیونی که وی در آن نقش داشته‌است می‌توان به G.O.R.A.، حریم سلطان، رستم پاشا و شیر یا خط و فی اشاره کرد.